# Mitja Gaspari
Mitja Gaspari (Lubiana, 25 novembre 1951) è un politico ed economista sloveno.
Ha diretto la banca centrale di Slovenia dal 2001 al 2007, ed in precedenza è stato a lungo ministro delle finanze (1992-2000).
È stato candidato alle presidenziali 2007 per la Democrazia Liberale di Slovenia (LDS). Estromesso dal ballottaggio, ha denunciato brogli nel voto degli sloveni all'estero.